# Can Bosch (Bell-lloc d'Urgell)
Can Bosch és una obra de Bell-lloc d'Urgell (Pla d'Urgell) protegida com a Bé Cultural d'Interès Local.

## Descripció
Casa entre mitgeres que consta de planta baixa pis i golfes. A la planta baixa hi ha la porta d'accés a l'habitatge flanquejada per dues portes que donen accés a una zona de magatzem o garatge. La planta pis presenta balcons independents amb baranes de ferro. Les obertures de les golfes són en forma d'òcul. La teulada és de teula àrab a doble vessant amb el carener paral·lel a la façana.